# Siniconops elegans
Siniconops elegans är en tvåvingeart som beskrevs av Chen 1939. Siniconops elegans ingår i släktet Siniconops och familjen stekelflugor. Inga underarter finns listade i Catalogue of Life.